# Teresa Santos (modelo brasileña)
Teresa Santos (Fortaleza, 9 de junio de 1998) es una modelo brasileña, coronada como Miss Brasil 2021. Fue la representante brasileña en Miss Universo 2021.

## Primeros años y educación
Santos nació en Fortaleza, capital del estado de Ceará, y tiene raíces familiares en Bahía. Poco después de su nacimiento, la familia se trasladó al municipio de Maranguape, donde Santos se crio.

## Carrera

### Miss Ceará
Santos comenzó su carrera en el mundo de los concursos de belleza en 2018, después de competir en Miss Ceará 2018. En el momento del concurso, Santos no tenía experiencia en el concurso y no tenía mucha idea de lo que podía esperar. Representó a Groaíras en el concurso y finalmente ganó el título, lo que la calificó para competir en Miss Brasil 2018. Esta edición se celebró posteriormente el 26 de mayo en Riocentro, en Río de Janeiro. En el concurso, Santos avanzó al Top 15, al Top 10, al Top 5, y finalmente quedó como segunda finalista, detrás de la ganadora Mayra Dias, de Amazonas.
Después de Miss Brasil 2018, Santos se tomó un descanso del concurso. Más tarde volvió en 2021, como concursante de Miss Ceará 2021. Santos finalmente ganó el título, convirtiéndose en dos veces campeona del estado de Ceará.

### Miss Brasil 2021
Como Miss Ceará 2021, Santos se clasificó para competir en Miss Brasil 2021. El concurso fue la edición inaugural del nuevo concurso Miss Universo Brasil, bajo un nuevo liderazgo. La final fue filmada el 7 de noviembre de 2021, a bordo del crucero MSC Preziosa. En el concurso, Santos avanzó en el Top 15, Top 10, Top 5 y Top 3; como la final se emitió dos días después de la filmación, los momentos de coronación de las tres finalistas fueron filmados, mientras que sólo el de la ganadora se incluiría en la transmisión. El 9 de noviembre, se emitió la final que reveló que Santos había sido coronada como ganadora, convirtiéndola en la cuarta mujer de Ceará en ganar el título.
Como Miss Brasil 2021, Santos representó a Brasil en Miss Universo 2021, donde no llegó a las semifinales, poniendo fin a la racha de diez años de participaciones consecutivas de Brasil en el Miss Universo, desde 2011 hasta 2020.